# 50kg
50kg는 대한민국의 1인 가수 그룹으로, 원래 남성 듀오로 데뷔했다. 그러나 2014년 박민이 탈퇴 후 데이모어라는 예명으로 솔로 활동을 하면서 1인 그룹이 되었다.

## 멤버

### 이찬영
- 1988년 9월 27일 전남 여수 출생
- 충남대학교 성악과
- HADASH MUSIC 대표
- 가수 겸 보컬트레이너

## 전 멤버

### 박민(데이모어)
- 1987년 8월 17일 출생
- 중앙대학교 예술대학원 공연영상학과 연기뮤지컬전공
- 충남대학교 음악과 학사 성악전공
- 성균관대학교 대학원 예술학협동과정 박사과정
- 가수 겸 뮤지컬 배우
- 2014년 탈퇴, 2019년 솔로 데뷔

## 방송
- 스타 오디션 위대한 탄생 2 (2011) - Top4
- 빛과 그림자 (2011) - 샤니보이즈 역

## 음반
- '위대한 탄생 시즌2' 멘토스쿨 Part.2 (윤일상편) (2011)
- '위대한 탄생 시즌2' TOP12 (위대한 명곡 Old & New) (2012)
- '위대한 탄생 시즌2' TOP10 (Love Song) (2012)
- '위대한 탄생 시즌2' TOP8 (K-POP) (2012)
- '위대한 탄생 시즌2' TOP6 (밴드) (2012)
- '위대한 탄생 시즌2' TOP5 (멘토의 노래) (2012)
- '위대한 탄생 시즌2' TOP4 (시청자 추천곡) (2012)
- 내일을 향해 쏴라 (2012)
- 걷고걷고 걸었던 날 (2015)
- 전부 다 줄게 (2017)
- 낙태 (2019)
- Yahweh (2019)
- No-el (2019)
- GOAL (2019)
- 내가 여기 있어요 (2020)